# هولينغول
هولينغول (بالصينية: 霍林郭勒市) هي مدينة على مستوى مقاطعة، في الصين، تقع في تونغلياو، بلغ عدد سكانها 102,214 نسمة وذلك حسب إحصائيات سنة 2010، تبلغ مساحتها 585 كيلومتر مربع، رمزها البريدي هو 029200.

## التقسيمات الإدارية
- Xarhur Subdistrict  [لغات أخرى]‏.